# Seznam skladeb Arnolda Baxe

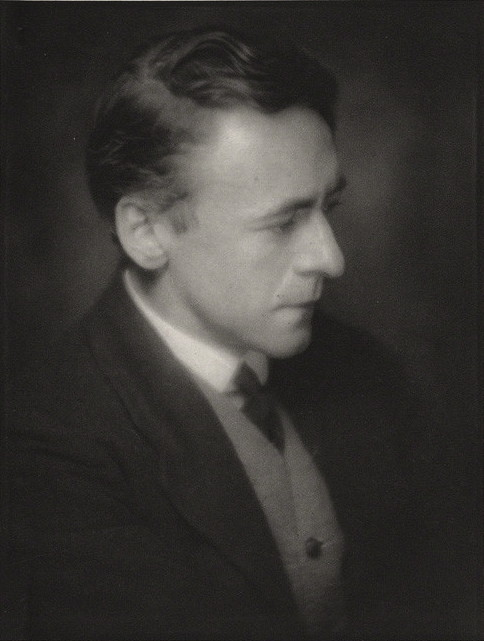
Bax v roce 1922

Sir Arnold Edward Trevor Bax, KCVO (8. listopadu 1883 – 3. října 1953) byl anglický hudební skladatel. Následuje seznam jeho skladeb

## Balety
- Tamara (1911, orch. 2000)
- From Dusk till Dawn (1917)
- The Truth about the Russian Dancers (1920)

## Orchestrální skladby

### Symfonie
- Symfonie č. 1 (1922)
- Symfonie č. 2 (1926)
- Symfonie č. 3 (1929)
- Symfonie č. 4 (1931)
- Symfonie č. 5 (1932)
- Symfonie č. 6 (1935)
- Symfonie č. 7 (1939)
- Symfonie F-dur (1907, dokončen pouze klavirní výtah, instrumentace 2012–13 Martin Yates)

### Symfonické básně
- Cathaleen-ni-Hoolihan (1905)
- Into The Twilight (1908)
- In the Faëry Hills (1909)
- Rosc-catha (1910)
- Christmas Eve (1912)
- Nympholept (1912)
- The Garden of Fand (1913)
- Spring Fire (1913)
- In Memoriam (1916)
- November Woods (1917)
- Tintagel (1917)
- Summer Music (1917)
- The Happy Forest (1922)
- The Tale the Pine Trees Knew (1931)
- Northern Ballad No. 1 (1927)
- Northern Ballad No. 2 (1934)
- Prelude for a Solemn Occasion (Northern Ballad No. 3) (1927)
- A Legend (1944)

### Jiné orchestrální skladby
- Variations for Orchestra (Improvisations) (1904)
- A Song of War and Victory (1905)
- On the Sea Shore (1908, orch. 1984)
- Festival Overture (1911, revise 1918)
- Dance of Wild Irravel (1912)
- Four Orchestral Pieces (1912–13)
- Three Pieces for Small Orchestra (1913, revise 1928)
- Symphonic Scherzo (1917, revise 1933)
- Russian Suite (1919)
- Mediterranean (1922)
- Cortège (1925)
- Romantic Overture (1926)
- Overture, Elegy and Rondo (1927)
- Three Pieces (1928)
- Overture to a Picaresque Comedy (1930)
- Sinfonietta (1932)
- Saga Fragment (1932)
- Rogue's Comedy Overture (1936)
- Overture to Adventure (1936)
- London Pageant (1937)
- Paean (1938)
- Salute to Sydney (Fanfare) (1943)
- Work in Progress (Overture) (1943)
- Victory March (1945)
- The Golden Eagle (Incidental Music) (1945)
- Two Royal Wedding Fanfares (1947)
- Coronation March (1952)

## Koncerty
- Symphonic Variations, pro klavír a orchestr (1918)
- Fantasie pro violu a orchestr (1920)
- Winter Legends, pro klavír a orchestr (1930)
- Violoncellový koncert (1932)
- Saga Fragment, pro klavír a orchestr (1932)
- Houslový koncert (1938)
- Klavirní koncert (1939)
- Morning Song, pro klavír a orchestr (1946)
- Concertante pro tři dechové nástroje a orchestr (1948/1949)
- Concertante pro orchestr a klavír (levou rukou) (1949)
- Variace na jméno Gabriel Fauré pro harfu a smyčcový orchestr (1949)

## Komorní skladby
- Violin Sonata No. 0 in g minor (1901)
- String Quartet in A major (1902)
- String Quartet in E major (1903)
- Concert Piece for viola and piano (1904)
- Trio in One Movement for Piano, Violin, and Viola (1906)
- Quintet in G (1908)
- Violin Sonata No. 1 (1910)
- Four Pieces for Flute and Piano (1912)
- Legend, for violin and piano, in one movement (1915)
- Piano Quintet in G minor (1915)
- Elegiac Trio, for flute, viola, and harp (1916)
- Violin Sonata No. 2 (1915, revised 1922)
- Ballad, for violin and piano (1916)
- In Memoriam, sextet for cor anglais, harp & string quartet (1916)
- Folk-Tale, for cello and piano (1918)
- String Quartet No. 1 in G major (1918)
- Quintet for Harp and Strings, in one movement (1919)
- Viola Sonata for viola and piano (1921–1922)
- Piano Quartet, in one movement (1922)
- Oboe Quintet (1922)
- Cello Sonata (1923)
- String Quartet No. 2 (1925)
- Fantasy Sonata for harp and viola (1927)
- Violin Sonata No. 3 (1927)
- Sonata for Flute and Harp (1928)
- Violin Sonata in F (1928)
- Ballad, for violin and piano (1929)
- Legend for viola and piano (1929)
- Nonet (1930)
- Valse, for harp (1931)
- Cello Sonatina (1933)
- String Quintet, in one movement (1933)
- Clarinet Sonata (1934)
- Octet (1934)
- String Quartet No. 3 in F (1936)
- Threnody and Scherzo, octet in two movements (1936)
- Concerto for Flute, Oboe, Harp and String Quartet (1936)
- Rhapsodic Ballad, for cello (1939)
- Legend-Sonata, for cello and piano (1943)
- Piano Trio in B flat (1946)

## Klavírní skladby
- Clavierstücke (Juvenilia) (1897-8)
- Piano Sonata, op. 1 (1898)
- Piano Sonata in D minor (1900)
- Marcia Trionfale (1900)
- Fantasia for Two Pianos (1900)
- White Peace (1907)
- Concert Valse in E flat (1910)
- Piano Sonata No. 1 (1910, revise 1917-20)
- Piano Sonata in F# minor (1910, revise 1911, 1919 & 1921)
- Two Russian Tone-Pictures (1912)
- Nympholept (1912)
- Scherzo for Piano (1913)
- Toccata for Piano (1913)
- From the Mountains of Home (1913)
- The Happy Forest (1914)
- In the Night (1914)
- Apple-Blossom-Time (1915)
- In a Vodka Shop (1915)
- The Maiden with the Daffodil (1915) )
- A Mountain Mood (1915)
- The Princess’s Rose Garden (1915)
- Sleepy-Head (1915)
- Winter Waters (1915)
- Dream in Exile (1916)
- Moy Mell (pro dva klavíry, 1916)
- Nereid (1916)
- On a May Evening (1918)
- A Romance (1918)
- The Slave Girl (1919)
- What the Minstrel Told Us (1919)
- Whirligig (1919)
- Piano Sonata No. 2 (1919, revise 1920)
- Burlesque (1920)
- Ceremonial Dance (1920)
- A Country-Tune (1920)
- A Hill Tune (1920)
- Lullaby (1920)
- Mediterranean (1920)
- Serpent Dance (1920)
- Water Music (1920)
- Piano Sonata in E-flat (1921)
- Piano Sonata No. 3 (1926)
- Hardanger (1927)
- The Poisoned Fountain (1928)
- The Devil that tempted St Anthony (1928)
- Pæan (1928)
- Sonata for Two Pianos (1929)
- Red Autumn (1931)
- Piano Sonata No. 4 (1932)
- A Legend (1935)
- Piano Sonata in B flat Salzburg (1937)
- O Dame get up and bake your pies (1945)
- Suite on the Name Gabriel Fauré (1945)
- Four Pieces for Piano (1947)
- Two Lyrical Pieces for Piano (1948)

## Filmová hudba
- Malta, G. C. (1942)
- Oliver Twist (1948)

## Sbory
- Fatherland (1907, revise 1934)
- A Christmas Carol (1909)
- Enchanted Summer (text Percy Bysshe Shelley, 1910)
- Variations sur ‘Cadet Rousselle’ (1918)
- Of a rose I sing a song (1920)
- Now is the Time of Christymas (1921)
- Mater, ora Filium (1921)
- This Worldes Joie (1922)
- The Boar’s Head (1923)
- I sing of a maiden that is makeless (1923)
- To the Name above every Name (text Richard Crashaw, (1924)
- St Patrick’s Breastplate (1924)
- Walsinghame (text Walter Raleigh, (1926)
- Lord, Thou hast told us (Thomas Washbourne, 1930)
- The Morning Watch (Henry Vaughan, 1935)
- 5 Fantasies on Polish Christmas Carols (1942)
- 5 Greek Folksongs (1942)
- To Russia (John Masefield, 1944)
- Gloria (1945)
- Nunc Dimittis (1945)
- Te Deum (1945)
- Epithalamium (Edmund Spenser, 1947)
- Magnificat (1948)
- What is it like to be young and fair? (C. Bax, 1953)

## Písně
- The Grand Match (O'Neill, 1903)
- To My Homeland  (Gwynn, 1904)
- A Celtic Song Cycle (Eilidh my Fawn, Closing Doors, The Dark Eyes to Mine, A Celtic Lullaby, At the Last) (Macleod, 1904)
- When We Are Lost (Arnold Bax, 1905)
- From the Uplands to the Sea  (Morris, 1905)
- Leaves, Shadows and Dreams  (Macleod, 1905)
- In the Silence of the Woods (Macleod, 1905)
- Green Branches  (Macleod, 1905)
- The Fairies  (Allingham, 1905)
- Golden Guendolen  (Morris, 1905)
- The Song in the Twilight  (Freda Bax, 1905)
- Mircath: Viking-Battle-Song  (Macleod, 1905)
- A Hushing Song  (Macleod, 1906)
- I Fear Thy Kisses Gentle Maiden  (Shelley, 1906)
- Ballad: The Twa Corbies (1906)
- Magnificat  (sv. Lukáš 1.46-55, 1906)
- The Blessed Damozel  (Rossetti, 1906)
- A Lyke-Wake (1908)
- Aspiration (1909)
- 2 Nocturnes (1911)
- 3 Songs  (1914)
- Song of the Dagger (1914)
- The Bard of the Dimbovitza (1914, revise 1946)
- 5 Traditional Songs of France (1920)
- Glamour (1921)
- My eyes for beauty pine (1921)
- O Mistress mine (Shakespeare, 1921)
- I Heard a Piper Piping (Seosamh MacCathmhaoil, Joseph Campbell, 1922)
- Wild Almond (1924)
- Eternity (1934)
- O Dear! What can the matter be? (trad. arr. Bax)